# Tommy Taylor
Thomas "Tommy" Taylor (29. januar 1932 – 6. februar 1958) var en engelsk fodboldspiller, der spillede for klubberne Barnsley FC og Manchester United. Tommy var en meget målfarlig angriber, der scorede 112 mål i 166 kampe for Manchester Uniteds førstehold, før han døde i München-ulykken 6. februar 1958. Han scorede desuden 16 mål i 19 optrædener for det engelske fodboldlandshold.